# Jürgen Hohnholz
Jürgen Hohnholz (* 30. März 1938 in Northeim) ist ein deutscher Geograph.

## Leben
Nach der Reifeprüfung am Humboldtgymnasium in Hannover und der Absolvierung des Militärdienstes studierte Hohnholz seit dem Sommersemester 1959 an der Eberhard-Karls-Universität Tübingen Geographie, Anglistik und Philosophie. 1964 promovierte er dort bei Herbert Wilhelmy. Über viele Jahre war er am Institut für wissenschaftliche Zusammenarbeit, einer Einrichtung des Landes Baden-Württemberg, in Tübingen tätig, das von 1963 bis 1999 bestand und sich dem Wissenschaftstransfer in die Entwicklungsländer widmete, u. a. durch Kongresse und Publikationen. Im Jahre 2000 wurde er zum Honorarprofessor an der Eberhard-Karls-Universität Tübingen ernannt.
Im Jahre 1989 wurde ihm das Bundesverdienstkreuz am Band verliehen.

## Schriften (Auswahl)
- Der englische Park als landschaftliche Erscheinung (= Tübinger geographische Schriften. Bd. 15). Geographisches Institut der Universität Tübingen 1964 (Dissertation).
- als Hrsg.: Thailand. Geographie, Geschichte, Kultur, Religion, Staat, Gesellschaft, Politik, Wirtschaft (= Erdmann-Ländermonographien. Bd. 13). Erdmann, Tübingen 1980, ISBN 3-7711-0337-1 (2. Aufl. 1984).
- als Hrsg.: Kulturprobleme außereuropäischer Länder. Philosophie, Religion, Literatur, Geographie, Ausbildung ; zum 65. Geburtstag von H. W. Bähr. Wiss. Verlags-Ges., Stuttgart 1980, ISBN 3-8047-0633-9.
- als Hrsg.: Die Armut der ländlichen Bevölkerung in der Dritten Welt, Möglichkeiten zur Verbesserung der Lebensbedingungen. Nomos, Baden-Baden 1980, ISBN 3-7890-0588-6.
- als Hrsg.: Scientific co-operation and cultural processes (= Materialien zum internationalen Kulturaustausch. Bd. 21). Institut für Auslandsbeziehungen, Stuttgart 1983, ISBN 3-922362-13-3.
- als Hrsg.: Focus: Ecology, environment (= Applied geography and development. Bd. 43). Institut für wissenschaftliche Zusammenarbeit, Tübingen 1994.
- (Hrsg.): Focus - infrastructure and development (= Applied geography and development. Bd. 45/46). Institut für wissenschaftliche Zusammenarbeit, Tübingen 1995.
- als Hrsg.: Rohstoffe und nachhaltige Entwicklung – Chance oder Konfliktpotential? Institut für wissenschaftliche Zusammenarbeit, Tübingen 1998, ISBN 3-922362-19-2.
- als Hrsg.: Staat und Entwicklung. 18. Tübinger Gespräch zu Entwicklungsfragen 23.–24. Oktober 1998. Institut für wissenschaftliche Zusammenarbeit, Tübingen 1999, ISBN 3-922362-21-4.
- als Mithrsg.: Studium Generale – Thailand. Ressourcen, Strukturen, Entwicklungen eines tropischen Schwellenlandes (= Tübinger geographische Studien. Bd. 137). Geographisches Institut der Universität Tübingen 2003, ISBN 3-88121-066-0.